# Ryssland i olympiska vinterspelen 2002
Ryssland i olympiska vinterspelen 2002

## Medaljer

### Guld
- Skidskytte
  - Damernas jaktstart 10 km: Olga Pyljova

- Längdskidåkning
  - Herrar 50 km: Michail Ivanov
  - Damer 1,5 km Sprint: Julija Tjepalova

- Konståkning
  - Herrar individuellt: Aleksej Jagudin
  - Par: Anton Sicharulidze och Jelena Berezjnaja

### Silver
- Längdskidåkning
  - Damer 10 km: Julija Tjepalova

- Konståkning
  - Isdans: Irina Lobatjeva och Ilja Averbuch
  - Herrar individuellt: Jevgenij Plusjenko
  - Damer individuellt: Irina Slutskaja

### Brons
- Skidskytte
  - Herrar 20 km: Viktor Majgurov
  - Damer 4x7,5 km stafett: Albina Achatova, Svetlana Isjmuratova, Galina Kukleva och Olga Pyljova

- Längdskidåkning
  - Damer 15 km masstart: Julija Tjepalova

- Ishockey
  - Herrar: Jegor Podomatskij, Dannij Markov, Aleksej Kovalev, Vladimir Malachov, Aleksej Zjamnov, Sergej Gontjar, Darius Kasparaitis, Pavel Datsiuk, Igor Kravtjuk, Oleg Tverdovskij, Pavel Bure, Igor Larionov, Sergej Fjodorov, Aleksej Jasjin, Nikolaj Chabibulin, Boris Mironov, Sergej Samsonov, Valerij Bure, Maksim Afinogenov, Ilja Bryzgalov, Ilja Kovaltjuk, Andrej Nikolisjin, Oleg Kvasja